# Скитова, Франциска Леонтьевна
Франци́ска Лео́нтьевна Скито́ва (5 апреля 1920, Витебск, Белоруссия, СССР — 3 апреля 2004, Пермь, Россия) — советский, российский лингвист-диалектолог, лексикограф, лексиколог, специалист по пермским говорам.
Организатор крупных уральских лексикографических экспедиций, главный редактор «словаря говора деревни Акчим» — первого в России полностью опубликованного словаря полного типа, отражающего лексику живой обиходной речи д. Акчим Красновишерского района Пермской области, редактор лингвистических научных сборников «Живое слово в русской речи Прикамья» и «Литературный язык и народная речь».
Редактор газеты «Пермский университет» (1963—1966), председатель правления областной организации Всероссийского добровольного общества любителей книги.

## Биография
В 1938—1941 годы — обучение на литературном факультете Ленинградского государственного педагогического института им. А. И. Герцена.
В 1941 году приехала на каникулы к мужу в Пермь, где и осталась в связи с началом Великой Отечественной войны.
В 1944—1945 годах — учёба на историко-филологическом факультете Пермского университета. Ещё будучи студенткой, начала преподавать.
С 1946 года — ассистент кафедры всеобщей литературы, с 1948 года — ассистент, с 1951 — старший преподаватель кафедры русского языка и общего языкознания Пермского университета.
В 1951 году стала диссертантом Ленинградского университета (научный руководитель — Б. А. Ларин), а в 1961 году защитила кандидатскую диссертацию на тему «Верхневишерские говоры Пермской области на современном этапе».
В 1963—1966 годах — редактор газеты «Пермский университет».
С 1966 года — доцент кафедры общего и славянского языкознания Пермского университета.
В 1974 году выбрана председателем правления областной организации Всероссийского добровольного общества любителей книги.

## Научная деятельность
Научные интересы были связаны с проблемами изучения диалектной речи.
После отъезда П. Г. Стрелкова из Пермского университета Ф. Л. Скитова возглавила всю диалектологическую работу в вузе. Первой из пермских диалектологов побывала в Акчиме, собирая в начале 1950-х годов материал для кандидатской диссертации. Позже эта работа переросла в создание уникального словаря говора одной деревни и стала главной темой в её научной деятельности. Ф. Л. Скитова являлась основателем словарного кабинета на филологическом факультете Пермского университета.
В 1949 году в составе группы диалектологов Молотовского университета выехала в первую экспедицию для изучения народной русской речи в деревнях и сёлах Молотовской области по академической программе сбора материалов для Диалектологического атласа русского языка. Материалы для атласа собирались по территории всей Пермской области, а когда работа была завершена, пермские диалектологи во главе с Ф. Л. Скитовой, поддерживаемые Б. А. Лариным, приступили к работе по сбору материала для словаря говора деревни Акчим. Возглавляемые и вдохновляемые Ф. Л. Скитовой экспедиции проводилась в основном с 1960 по 1971 год (нерегулярные экспедиции продолжались до 2003 года). Публикация выпусков Акчимского словаря началась в 1984 и закончилась в 2011 году (уже после смерти Ф. Л. Скитовой).
Старший научный сотрудник Института языкознания РАН И. А. Попов после выхода двух первых томов словаря (1993) заявлял:
Выход из печати двух выпусков Акчимского словаря — большое событие в русской диалектной лексикографии. Словарь пополнил широкий круг русских областных словарей и с большим удовлетворением воспринят научной общественностью как один из замечательных памятников народного обиходного языка нашего времени. На страницах словаря этот язык навсегда сохранится в том виде, в каком он существовал в начале второй половины XX в., хотя многое с течением времени изменится (и уже изменяется или изменилось) в этом языке. Отсюда значение Акчимского словаря трудно переоценить... Акчимский словарь с полным основанием можно назвать энциклопедией жизни русского народа, отражённой в языке... Составители словаря избрали трудный, мало изведанный в ту пору, но плодотворный по результатам своим путь создания словаря по возможности полного типа и последовательно прошли его как в разработке теории, так и в составлении словаря
Под руководством Ф. Л. Скитовой была развёрнута работа по более глубокому изучению звукового, грамматического и лексического строя пермских говоров, направленная на решение вопроса об их происхождении, классификации, а также на освещение фундаментальных проблем русской диалектологии, таких, например, как развитие русских говоров в советский период, взаимодействие их с русским литературным языком и т. п.
На протяжении многих лет Ф. Л. Скитова являлась ответственным редактором научного сборника «Живое слово в русской речи Прикамья».
Многолетнее изучение живой речи региона, проведённое Ф. Л. Скитовой и её коллегами, позволило подготовить к изданию не имеющий аналогов региональный словарь локальных элементов Пермского края — «Глоссарий русских локализмов» — и включить его материалы в учебное пособие по курсам русской диалектологии и культуры речи.
Высоко оценены её исследования о влиянии севернорусских говоров на лексику литературного языка.
Ф. Л. Скитова стояла у истоков пермской школы социолингвистики.
Учениками Ф. Л. Скитовой являются такие известные лингвисты, как Т. И. Ерофеева, А. А. Грузберг, Л. А. Грузберг.

## Разное
- В память о её организационных и научных достижениях на втором этаже корпуса № 2 Пермского университета установлена мемориальная доска «Франциска Леонтьевна Скитова. Работала в ПГУ (1945—2004). Основатель словарного кабинета. Выдающийся диалектолог»[18]
- Учениками Ф. Л. Скитовой опубликована книга воспоминаний «Её живое слово» (Пермь, 2005).

## Награды
- Грамота Министерства высшего образования «За трудовую доблесть» (1967).
- Медаль «За доблестный труд. В ознаменование 100-летия со дня рождения В. И. Ленина» (1970).
- Медаль «Ветеран труда» (1975).
- Медаль «За доблестный труд в Великой Отечественной войне» (1992).
- Медаль «50 лет Победы в Великой Отечественной войне 1941—1945 гг.» (1995).
- Почётная грамота в связи с 80-летием Пермского университета (1996).
- Почётная грамота в связи с 85-летием Пермского университета (2001).[19]

## Научные работы

### Редактор

#### Словарь говора деревни Акчим
- Том 1: А-З — 1984 .
- Том 2: И-М — 1990 .
- Том 3: Н-О — 1995 .
- Том 4: П — 1999.
- Том 5: Р-С — 2003.
- Том 6: Т-Я — 2011 (ред. серии — Ф. Л. Скитова; ред. выпуска — Л. А. Грузберг).

#### Живое слово в русской речи Прикамья
- Живое слово в русской речи Прикамья : [сборник] / М-во высш. и сред. спец. образования РСФСР, Перм. гос. ун-т; ред. Ф. Л. Скитова. — Пермь : Изд-во Перм. гос. ун-та, 1969 — . — (Учёные записки ; № 236). Вып. 1. 1969. 113 с.
- Живое слово в русской речи Прикамья : [сборник] / М-во высш. и сред. спец. образования РСФСР, Перм. гос. ун-т; ред. Ф. Л. Скитова. — Пермь : Изд-во Перм. гос. ун-та, 1969 — . — (Учёные записки). Вып. 2. 1971.
- Живое слово в русской речи Прикамья : [сборник] / М-во высш. и сред. спец. образования РСФСР, Перм. гос. ун-т; отв. ред. Ф. Л. Скитова. — Пермь : Изд-во Перм. гос. ун-та, 1969. Вып. 4. 1974. 156 с.
- Живое слово в русской речи Прикамья : межвузовский сборник научных трудов / М-во образования РФ, Перм. гос. ун-т; [редкол.: Ф. Л. Скитова (гл. ред.) и др.]. Пермь : Изд-во Перм. гос. ун-та, 1976.
- Живое слово в русской речи Прикамья : межвузовский сборник научных трудов / М-во образования РФ, Перм. гос. ун-т; [редкол.: Ф. Л. Скитова (гл. ред.) и др.]. Пермь : Изд-во Перм. гос. ун-та, 1978. 156 с.
- Живое слово в русской речи Прикамья : межвузовский сборник научных трудов / М-во образования РФ, Перм. гос. ун-т; [редкол.: Ф. Л. Скитова (гл. ред.) и др.]. Пермь : Изд-во Перм. гос. ун-та, 1979. 130 с.
- Живое слово в русской речи Прикамья : межвузовский сборник научных трудов / М-во образования РФ, Перм. гос. ун-т; [редкол.: Ф. Л. Скитова (гл. ред.) и др.]. Пермь : Изд-во Перм. гос. ун-та, 1982.
- Живое слово в русской речи Прикамья : межвузовский сборник научных трудов / М-во образования РФ, Перм. гос. ун-т; [редкол.: Ф. Л. Скитова (гл. ред.) и др.]. Пермь : Изд-во Перм. гос. ун-та, 1985. 127 с.
- Живое слово в русской речи Прикамья : межвузовский сборник научных трудов / М-во образования РФ, Перм. гос. ун-т; [редкол.: Ф. Л. Скитова (гл. ред.) и др.]. Пермь : ПГУ, 1989. 172 с.
- Живое слово в русской речи Прикамья : Межвуз. сб. науч. тр. / М-во образования РФ, Перм. гос. ун-т; [гл. ред. Ф. Л. Скитова]. — Пермь : Изд-во Перм. гос. ун-та, 1992.
- Живое слово в русской речи Прикамья : межвузовский сборник научных трудов / М-во образования РФ, Перм. гос. ун-т. — Пермь : Изд-во Перм. гос. ун-та, 1993. 216 с.

#### Литературный язык и народная речь
- Литературный язык и народная речь : Межвуз. сб. научных трудов. Вып. 1. Перм. гос. ун-т. Пермь, 1977. 103 с.
- Литературный язык и народная речь : Межвуз. сб. научных трудов / Министерство высшего и среднего специального образования РСФСР, Пермский ордена Трудового Красного Знамени государственный университет им. А. М. Горького; ред. Ф. Л. Скитова. Пермь: Изд-во ПГУ, 1984. 152 с.
- Литературный язык и народная речь : Межвуз. сб. науч. тр. / Перм.ун-т им. А. М. Горького. Пермь, 1986. 152 с.
- Литературный язык и народная речь : Межвуз. сб. науч. тр. / Перм.ун-т им. А. М. Горького. Пермь, 1988. 135 с.

### Книги
- Грузберг Л. А., Скитова Ф. Л. Русские говоры пермского региона: формирование, функционирование, развитие, Том 1. Пермь: ПГУ, 1998.

### Учебники
- Локализмы в литературной речи горожан. Учеб. пособие для вузов по направл. 502300 и спец. 021700 «Филология» / Е. В. Ерофеева, Т. И. Ерофеева, Ф. Л. Скитова. Пермь: ПГУ, 2002.

### Статьи
- Скитова Ф. Л. Из наблюдений над традиционными говорами Верещагинского района // Доклады научной конференции ПГУ. Пермь, 1951.
- Скитова Ф. Л. Культура речи. Пермь, 1957.
- Скитова Ф. Л. К вопросу о воздействии литературного языка на современные русские говоры. Об изменениях в системе верхневишерских говоров Пермской области в советскую эпоху // Учёные записки. Пермь, 1959. Т. 15. Вып. 1.
- Скитова Ф. Л. Двойные предлоги и словосочетания с ними в говорах Пермской области // Учёные записки. Пермь, 1960.
- Скитова Ф. Л. Верхневишерскуе говоры Пермской области на современном этапе развития. Л., 1961 (кандидатская диссертация).
- Скитова Ф. Л. Об одной фонетической особенности верхневишерских говоров Пермской области // Ученые записки. Пермь, 1962. Вып. 1. С. 45-46.
- Скитова Ф. Л. Из наблюдений над лексикой говорения в народной речи (опыт определения границ и структуры лексико-семантической группы // Вопросы Фонетики, словообразования, лексики русского языка и методики его преподавания, Пермь, 1964.
- Скитова Ф. Л. Обогащение словарного запаса русского литературного языка XIX—XX веков областными словами «сказитель, сказительница» // Языкознание. Пермь, 1966.
- Скитова Ф. Л. Элементы занимательности в борьбе с диалектными ошибками // Ученые записки. Пермь, 1966.
- Скитова Ф. Л., Огниенко Е. А. Из наблюдений над словарным запасом одного человека // Живое слово в русской речи Прикамья. Пермь, 1971. С. 26—39.
- Скитова Ф. Л., Маргулян А. А. Пермские областные слова в лексике русского литературного языка. Кондовый // Живое слово в русской речи Прикамья. Пермь, 1972. С. 3—34.
- Скитова Ф. Л. К вопросу об определении значения слова в толковых словарях // Живое слово в русской речи Прикамья. Пермь, 1972.
- Скитова Ф. Л. Природа и закономерности семантических изменений при переходе областных слов в лексику литературного языка // Проблемы лексикологии. Минск, 1973. С. 152—160.
- Скитова Ф. Л. Пермские областные слова в лексике русского литературного язык, «волокуша» // Живое слово в русской речи Прикамья. Пермь, 1976.
- Скитова Ф. Л. Наименования частушек «страданья» в словарном запасе жителей Пермской области (к вопросу о признаках перехода областного слова в общелитературную лексику) // Литературный язык и народная речь. Пермь, 1977.
- Скитова Ф. Л. Слово «матаня» в словарном запасе жителей Перми (к вопросу о взаимодействии диалектной и общерусской лексики) // Живое слово в русской речи Прикамья. Пермь, 1978.
- Скитова Ф. Л. Прилагательное «шустрый» в словарном запасе жителей Пермской области (к вопросу о роли разговорной речи в «олитературивании» областных слов // Живое слово в русской речи Прикамья. Пермь, 1979.
- Скитова Ф. Л. Живое слово старины глубокой // Живое слово в русской речи Прикамья. Пермь, 1982.
- Скитова Ф. Л. Проект словаря локальных элементов, бытующих в литературной речи Пермской области // Живое слово в русской речи Прикамья. Пермь, 1985.
- Скитова Ф. Л. Процессы субстантивации при освоении говорами прилагательных русского языка // Литературный язык и народная речь. Пермь, 1986.
- Скитова Ф. Л. Локальные элементы в литературной речи горожан // Языковой облик уральского города. Свердловск, 1990.
- Скитова Ф. Л. К вопросу о природе локальных элементов в литературной речи горожан (наречия и наречные словосочетания) // Литературный язык и народная речь. Пермь, 1991.
- Скитова Ф. Л. Функционирование лексико-семантической группы глаголов зрительного восприятия в современной русской речи // Живое слово в русской речи Прикамья. Пермь, 1992.
- Скитова Ф. Л. Пермская лексикография и Б. А. Ларин. Появление синхронной динамики в окказиональной лексике // Живое слово в русской речи Прикамья. Пермь, 1993.
- Ерофеева Т. И., Скитова Ф. Л. «Некий низкий общий разговорный язык» (по материалам картотеки Б. А. Ларина 20—30-х гг.) // Архив Ларинских чтений. 1999.